# 呆瓜向前衝
《呆瓜向前衝》（英語：Loser）是一部2000年的美国青春浪漫喜剧电影，由艾美‧海克琳（Amy Heckerling）编剧和执导。主演有贾森·比格斯、米娜·苏瓦丽和格雷戈·金尼爾。故事讲述了一名格格不入的大学生（比格斯饰）爱上了自己的同学（苏瓦丽饰），却不知道她正与英语老师（金尼爾饰）恋爱。这部电影是海克琳继1995年的《獨領風騷》之后的首部作品，灵感来源于1960年的电影《公寓春光》。然而，这部电影票房惨淡，并且收获了负面评价。

## 劇情
保罗·坦内克是一个来自中西部小镇的聪明学生，凭借奖学金进入纽约大学。按照父亲的建议，他想要透过礼貌和关心他人来结交朋友。然而，他的新室友——克里斯、亚当和诺亚——因为他的礼貌、工人阶级背景以及对学业的执着，将他视为“呆瓜”。三人编造了保罗个人生活的缺点向宿舍管理部门投诉，结果保罗被赶出宿舍，不得不住在一家兽医院。之后，三人被禁止在宿舍开派对，于是他们说服保罗让他们在兽医院举办派对。
保罗被同班同学多拉·戴蒙德吸引，却不知道她与英语教授爱德华·奥尔科特有染。多拉曾在一家脱衣舞俱乐部当服务员以支付学费，但后来被解雇。她请求奥尔科特暂时让她住在他家以减少通勤时间，但被拒绝。
保罗邀请多拉去听她也喜欢的乐队“超清晰樂團”的演唱会。在约会之夜，亚当邀请多拉参加兽医院的派对，她答应了但打算早早离开。然而，在派对上，多拉被两人下了迷药，随后失去意识。演唱会结束后，保罗回到兽医院，发现派对现场一片狼藉，而多拉昏迷不醒。
保罗紧急将多拉送到医院，发现奥尔科特是她的紧急联系人。次日，保罗无意中告诉克里斯这一情况，导致奥尔科特否认认识多拉。在多拉康复期间，她与保罗逐渐产生感情，但保罗注意到她仍对奥尔科特心存依恋。
多拉找到一份新工作，来找保罗一起庆祝，但被奥尔科特打断。奥尔科特决定让多拉搬到他家，还透露克里斯、诺亚和亚当以通过课程为条件敲诈他，他还怀疑保罗参与其中。得知派对上使用了迷药后，保罗偷走了诺亚的迷药并替换为无用的安慰剂。保罗到奥尔科特的办公室询问多拉的情况，奥尔科特给他期末考试的试卷回家做，但保罗拒绝接受，哪怕他可能会失去奖学金。
多拉无意中听到保罗与父亲的通话，了解到他对自己的思念。奥尔科特后来承认保罗与敲诈无关，但仍然计划让他當掉。多拉意识到保罗才是真心爱自己的人，於是结束了与奥尔科特的关系，与保罗开始了一段恋情。保罗退选了奥尔科特的课程，利用额外学分維持学业成绩。同时，亚当、诺亚和克里斯因行为不端而各自走向失败，而奥尔科特因与未成年学生的关系被揭发入狱。保罗和多拉则幸福地在一起。

## 演員
- 贾森·比格斯 饰 保罗·坦内克
- 米娜·苏瓦丽 饰 多拉·戴蒙德
- 格雷戈·金尼爾 饰 爱德华·奥尔科特教授
- 扎克·奥斯（英语：Zak Orth） 饰 亚当
- 托馬斯·薩多斯基 饰 克里斯
- 吉米·辛普森 饰 诺亚
- 鲍比·斯莱顿（英语：Bobby Slayton） 饰 萨尔
- 丹·艾克洛德 饰 坦内克先生
- 特温克·卡普兰（英语：Twink Caplan） 饰 吉娜
- 安德里亚·马丁（英语：Andrea Martin） 饰 教授
- 罗伯特·米亚诺（英语：Robert Miano） 饰 维克多
- 梅雷迪斯·斯科特·林恩（英语：Meredith Scott Lynn） 饰 喜欢狗的女孩
- 斯图尔特·康费尔德（英语：Stuart Cornfeld） 饰 工头
- 泰勒·内格隆（英语：Taylor Negron） 饰 摄影师
- 凯瑟琳·布莱克（英语：Catherine Black (actress)） 饰 穿军装外套的女孩
- 史蒂文·赖特（英语：Steven Wright） 饰 酒吧伙计
- 安迪·迪克 饰 办公室文员
- 科琳·坎普（英语：Colleen Camp） 饰 无家可归的女人
- 大衛·史派德 饰 录像店店员
- 布莱恩·巴克尔（英语：Brian Backer） 饰 医生
- 亞倫·甘明 饰 自己/司儀（《歌厅》）
- 超清晰樂團（英语：Everclear (band)）（阿特·阿莱克萨基斯（英语：Art Alexakis）、格雷格·埃克伦德（英语：Greg Eklund）和克雷格·蒙托亚（英语：Craig Montoya））饰 自己

## 音樂
音樂由大衛·卡迪創作。沒有發行任何官方原聲帶。以下是電影中收錄的歌曲：

### 《呆瓜向前衝》原聲帶

#### 曲目
| 曲序     | 曲目                                                        | 词曲                                                                     | 演唱            | 时长  |
| -------- | ----------------------------------------------------------- | ------------------------------------------------------------------------ | --------------- | ----- |
| 1.       | Don't Fight It Baby                                         | Biff Stannard、Julian Gallagher、Jason Brown、Sean Conlon、Richard Breen | Five            | 3:05  |
| 2.       | Teenage Dirtbag                                             | Brendan B. Brown                                                         | Wheatus         | 4:07  |
| 3.       | Pretty Fly (For a White Guy)                                | Dexter Holland、Steve Clark、Joe Elliott、Robert John "Mutt" Lange       | The Offspring   | 3:07  |
| 4.       | Blue (Da Ba Dee)                                            | Jeffrey Jey、Maurizio Lobina、Massimo Gabutti                            | Eiffel 65       | 3:39  |
| 5.       | Out of My Head                                              | Tony Scalzo                                                              | Fastball        | 2:32  |
| 6.       | What's My Age Again?                                        | Mark Hoppus、Tom DeLonge                                                 | Blink-182       | 2:26  |
| 7.       | Magna Cum Nada                                              | Jimmy Pop、Richard Gavalis                                               | Bloodhound Gang | 4:00  |
| 8.       | Right Now                                                   | Mitch Allan、Butch Walker                                                | SR-71           | 2:47  |
| 9.       | I Will Buy You a New Life                                   | Art Alexakis、Greg Eklund、Craig Montoya                                 | Everclear       | 3:58  |
| 10.      | Aurora                                                      | Dave Grohl、Nate Mendel、Taylor Hawkins                                  | Foo Fighters    | 5:50  |
| 11.      | Mint Car                                                    | Roger O'Donnell、Perry Bamonte、Simon Gallup、Robert Smith、Jason Cooper | The Cure        | 3:29  |
| 12.      | The Bad Touch                                               | Jimmy Pop                                                                | Bloodhound Gang | 4:20  |
| 13.      | She's So High                                               | Tal Bachman                                                              | Tal Bachman     | 3:44  |
| 14.      | So Much for the Afterglow（這首歌被用於電影中的音樂會一幕） | Art Alexakis、Greg Eklund、Craig Montoya                                 | Everclear       | 3:53  |
| 总时长： | 总时长：                                                    | 总时长：                                                                 | 总时长：        | 50:47 |

邁克爾·賓的歌曲〈No Myth〉在最後一幕和片尾字幕中佔據顯著位置，但並未收錄在原聲帶中。

## 反响

### 票房
影片在北美首映周末票房收入为6,008,611美元，排名第八。影片在美国的总票房为1,560万美元，而在全球范围上映后仅收获270万美元，总票房远未能追平其制作成本。
在2017年接受“The Ringer”网站采访时，导演艾美‧海克琳（Amy Heckerling）表示，影片失败的原因在于制片厂坚持将其定为“淡化版”的PG-13级别，海克琳及批准制作的高管原本打算将其设定为R级喜剧。

### 评论
在爛番茄上，影片根据96位影评人的评价得分为24%，平均评分为4.2/10。网站的共识评价为：“延续青春电影的传统，《呆瓜向前衝》又是一部没有新意且剧情单薄的影片。”在Metacritic上，影片根据29位影评人的评价得分为35%，表示“普遍不佳的评价”。观众调查网站CinemaScore显示，观众对影片的评分为“C+”（评分范围为A+到F）。
罗杰·埃伯特为影片打了两星（满分四星）。他对金尼爾的表演以及两位主角之间的化学反应表示欣赏，但认为影片总体表现平平无奇。
影评人詹姆斯·贝拉迪内利（James Berardinelli）为影片打了三颗星（满分四星），称其为“2000年电影季的一大惊喜”。